# عزبة قلمشاة
قرية عزبة قلمشاة هي إحدى القرى التابعة لمركز أطسا في محافظة الفيوم في جمهورية مصر العربية. حسب إحصاءات سنة 2006، بلغ إجمالي السكان في عزبة قلمشاة 7459 نسمة، منهم 3798 رجل و3661 امرأة.